# 熱浸鍍鋅鋼板
熱浸鍍鋅鋼板（又稱GI料）是鋼的一種，屬於鍍鋅鋼。

## 製造工藝
熱浸鍍鋅鋼板製造工藝是將已清洗潔淨的鐵件，通過由Flux的潤濕作用，浸入鋅浴中，使鋼鐵與熔融鋅反應生成一合金化的皮膜。

## 優點
- 防鏽，防蝕，耐候性强．防鏽蝕性非常好，一般環境防蝕效果可達30－50年
- 外觀美觀且加工容易